# Филипович, Джордже
Джо́рдже Фили́пович (серб. Ђорђе Филиповић / Đorđe Filipović; 6 ноября 1978, Белград) — сербский югославский пловец, выступал за национальные сборные Югославии, Сербии и Черногории по плаванию в середине 1990-х — начале 2000-х годов. Участник летних Олимпийских игр в Сиднее, девятикратный чемпион Big East Conference, победитель и призёр многих первенств национального значения.

## Биография
Джордже Филипович родился 6 ноября 1978 года в Белграде. Активно заниматься плаванием начал с раннего детства, проходил подготовку в местном столичном клубе «11 апреля». Позже уехал учиться и тренироваться в Сиракузском университете в США, где обучался на факультете информационного менеджмента и технологий. Состоял в университетской команде по плаванию и дайвингу Syracuse Orange, тренировался под руководством американского тренера Лу Уокера.
Неоднократно побеждал и становился призёром различных студенческих соревнований, в том числе девять раз выигрывал первенство Big East Conference.
В 1995 году вошёл в состав югославской национальной сборной, представлял Югославию на различных международных соревнованиях, в частности на чемпионате Европы среди юниоров в Женеве. Специализировался на баттерфляе и комплексном плавании.
Благодаря череде удачных выступлений Филипович удостоился права защищать честь страны на летних Олимпийских играх 2000 года в Сиднее — в плавании на 200 метров комплексным плаванием стартовал в первом предварительном заплыве по третьей дорожке и  с временем 2.09,58 занял третье место, тем не менее, этого было недостаточно для попадания в полуфинальную стадию. В итоговом протоколе соревнований расположился на 48 строке. Вскоре по окончании сиднейской Олимпиады Джордже Филипович принял решение завершить карьеру профессионального спортсмена, уступив место в сборной молодым сербским пловцам.